# Krisik (Pudak)
Krisik is een bestuurslaag in het regentschap Ponorogo van de provincie Oost-Java, Indonesië. Krisik telt 1049 inwoners (volkstelling 2010).